# Graphania lacustris
Graphania lacustris är en fjärilsart som beskrevs av Edward Meyrick 1934. Graphania lacustris ingår i släktet Graphania och familjen nattflyn. Inga underarter finns listade i Catalogue of Life.